# Ivona Svobodníková
Ivona Svobodníková (* 1. April 1991 in Brünn) ist eine tschechische Volleyballspielerin.

## Karriere
Svobodníková begann ihre Karriere in ihrer Heimatstadt bei VK Královo Pole. Mit dem Verein wurde die Mittelblockerin 2009 und 2010 tschechische Vizemeisterin. 2010 erreichte sie außerdem das Endspiel des nationalen Pokalwettbewerbs. 2012 gewann Svobodníková mit der tschechischen Nationalmannschaft die Europaliga. Anschließend wechselte sie zum Schweizer NLA-Verein Volley Köniz. Mit Köniz kam sie ins nationale Pokalfinale und wurde Dritter in der Liga. Im CEV-Pokal erreichte das Team die zweite Runde. 2013 wechselte Svobodníková nach Frankreich zu Évreux Volley-Ball. 2014 wurde sie vom deutschen Bundesligisten Ladies in Black Aachen verpflichtet. Mit Aachen erreichte sie 2015 das Finale im DVV-Pokal, das die Ladies in Black mit 2:3 gegen Allianz MTV Stuttgart verloren. In der Liga gelang Svobodníkovás Team die direkte Qualifikation für die Play-offs. In der Saison 2015/16 kam Aachen hingegen nicht über die Pre-Playoffs hinaus und unterlag dem SC Potsdam. Die Mittelblockerin wechselte anschließend zum brandenburgischen Kontrahenten.